# 청동

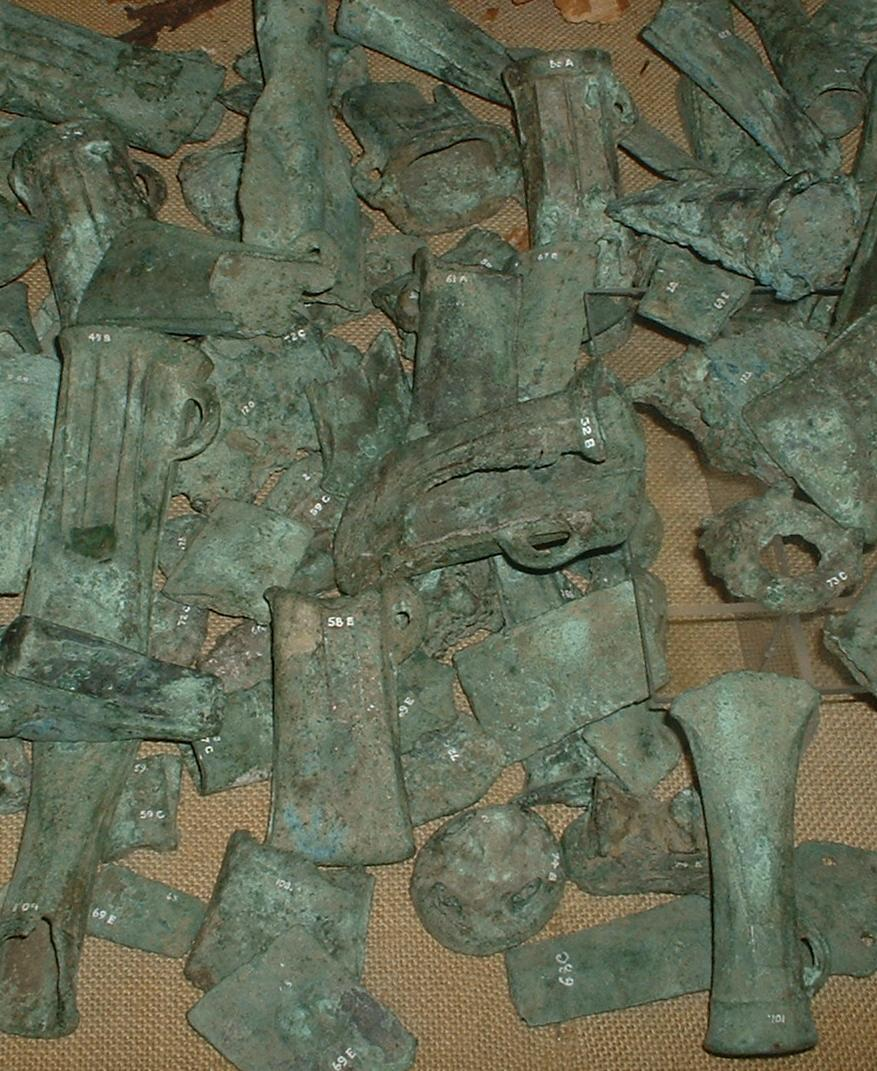

청동(靑銅, 영어: bronze)은 구리와 주석의 합금을 말한다. 아연 등의 다른 원소가 추가되기도 한다.
청동은 주로 구리로 구성된 합금으로, 일반적으로 약 12~12.5%의 주석과 종종 다른 금속(알루미늄, 망간, 니켈, 아연 포함)과 때로는 인과 같은 비금속 또는 준금속, 비소 또는 실리콘이 첨가되어 있다. 이러한 첨가물은 구리 단독보다 단단하거나 강도, 연성 또는 기계 가공성과 같은 다른 유용한 특성을 가질 수 있는 다양한 합금을 생성한다.
청동이 가장 단단한 금속으로 널리 사용되던 고고학 시대를 청동기 시대라고 한다. 서부 유라시아와 인도에서 청동기 시대의 시작은 전통적으로 기원전 4000년 중반(기원전 3500년), 중국에서는 기원전 2000년 초반으로 거슬러 올라간다. 다른 곳에서는 점차 지역 전체로 퍼졌다. 청동기 시대 다음에는 기원전 1300년경부터 철기 시대가 이어졌고 기원전 500년경에는 유라시아 대부분 지역에 이르렀다. 하지만 청동은 현대에 비해 계속해서 훨씬 더 널리 사용되었다.
역사적 예술 작품은 종종 다양한 금속 구성의 황동(구리 및 아연)과 청동으로 만들어졌기 때문에 현대 박물관과 오래된 예술 작품에 대한 학술적 설명에서는 개별 합금의 이름 대신 "구리 합금"(copper alloy)이라는 일반 용어를 점점 더 많이 사용하고 있다. 이는 단순히 역사적인 구리 합금 명명의 오류나 불일치로 인해 데이터베이스 검색이 실패하는 것을 방지하기 위해 (적어도 부분적으로) 수행된다.

## 개요
청동은 역사의 시대 구분에 청동기 시대라는 이름으로 인용될 정도로 예부터 이용되어 왔다. 주석의 분량을 늘리면 경도가 증가하므로 예전에는 무기 등에 이용되었다. 오늘날의 실용 합금은 주석 15% 이하의 것이 많으며, 이것은 기계적 성질이나 내마모성이 우수하기 때문에 판, 축받이, 톱니바퀴, 용수철 등과 같은 기계부품에 이용되고 있다. 또한 주조하기가 쉬워서 예로부터 미술품 또는 동상 따위에 많이 쓰였으며, 청동으로 만든 조각을 브론즈(Bronze)라고 일컬을 만큼 동상은 청동 제품이 대표가 되어 왔다.
비율에 따라 다음과 같이 불린다.
- 인청동: 인 0.03∼0.35%, 주석 3∼9% 들어 있는 청동, 용수철 재료에 많이 쓰인다.
- 켈멧(Kelmt): 구리+납+주석
- 콜슨: 구리+규소+니켈

## 역사
청동의 발견으로 사람들은 이전보다 더 단단하고 내구성이 뛰어난 금속 물체를 만들 수 있게 되었다. 청동 도구, 무기, 갑옷, 장식 타일과 같은 건축 자재는 돌과 구리("석회석") 이전 제품보다 더 단단하고 내구성이 뛰어났다. 처음에는 청동이 구리와 비소로 만들어졌거나 두 금속을 자연적으로 또는 인공적으로 혼합하여 비소 청동을 형성했다.
가장 초기에 알려진 비소-구리-합금 유물은 이란 고원의 야야(Yahya) 문화(기원전 3800-3400년) 유적지에서 나왔으며, 천연 비소 구리와 알고도나이트와 같은 구리-비소화물에서 제련되었다.
최초의 주석-구리-합금 유물은 기원전 4650년 경, 플로치니크(세르비아)의 빈차 문화 유적지에서 발견되었으며, 천연 주석-구리 광석인 아석산염에서 제련된 것으로 추정된다.
다른 초기 사례는 기원전 4천년 후반 이집트, 수사(이란) 및 중국의 일부 고대 유적지, 루리스탄(이란), 테페 시알크(이란), 문디가크(아프가니스탄) 및 메소포타미아(이라크)로 거슬러 올라간다.
주석 청동은 합금 공정을 더 쉽게 제어할 수 있고 결과 합금이 더 강하고 주조하기 쉽다는 점에서 비소 청동보다 우수했다. 또한 비소와 달리 금속 주석과 주석 정제 시 발생하는 연기는 독성이 없다.
주석은 기원전 3천년 후반에 청동의 주요 비구리 성분이 되었다. 구리 광석과 훨씬 희귀한 주석은 함께 발견되는 경우가 많지 않으므로(예외로는 영국의 콘월, 태국의 고대 유적지, 이란의 고대 유적지 등이 있습니다), 따라서 진지한 청동 작업에는 항상 다른 지역과의 무역이 포함되었다. 고대의 주석 공급원과 무역은 문화 발전에 큰 영향을 미쳤다. 유럽에서 주석의 주요 공급원은 영국의 콘월 광석 매장지였으며, 이 광석은 지중해 동부의 페니키아까지 무역되었다. 세계 여러 곳에서 청동 유물이 많이 발견되는데, 이는 청동이 가치 저장 수단이자 사회적 지위의 지표이기도 하다는 것을 암시한다. 유럽에서는 일반적으로 소켓이 있는 도끼(위 그림 참조)인 청동 도구의 큰 덩어리가 발견되는데, 대부분 마모된 흔적이 없다. 중국의 의식용 청동기가 가지고 있는 비문과 다른 출처에 기록되어 있는 경우가 이에 해당한다. 이것들은 엘리트 매장을 위해 엄청난 양으로 만들어졌으며, 산 사람들이 의식 제물로 사용하기도 했다.

## 같이 보기
- 황동
- 청동기 시대

## 참고 자료
- 이 문서에는 다음커뮤니케이션(현 카카오)에서 GFDL 또는 CC-SA 라이선스로 배포한 글로벌 세계대백과사전의 내용을 기초로 작성된 글이 포함되어 있습니다.